# Кривавий лідер
«Кривавий лідер» (англ. The Order) — бойовик-трилер 2024 року режисера Джастіна Курзеля за сценарієм Зака Бейліна, знятий на основі документальної книги Кевіна Флінна та Гері Герхардта «Тихе братство» 1989 року. У фільмі розповідається про агента ФБР, який переслідує терористичну групу, прихильників переваги білої раси, відому як Орден, яка діяла в Сполучених Штатах у 1980-х роках. Головні ролі виконали Джуд Лоу, Ніколас Голт і Тай Шерідан.
Світова прем'єра фільму відбулася на 81-му Венеційському міжнародному кінофестивалі 31 серпня 2024 року, де він змагався за «Золотого лева». Amazon Prime Video розповсюджував фільм на багатьох міжнародних територіях, за винятком Сполучених Штатів. У травні 2024 року Vertical придбала права на розповсюдження фільму в США та випустила його 6 грудня 2024 року в обмеженому прокаті. В український прокат фільм вийде 17 липня 2025 року.

## Сюжет
Серія пограбувань банків і крадіжок автомобілів налякала громади на Тихоокеанському північному заході. Один агент ФБР вважає, що злочини були організовані не фінансово мотивованими злочинцями, а скоріше групою небезпечних внутрішніх терористів.

## Акторський склад

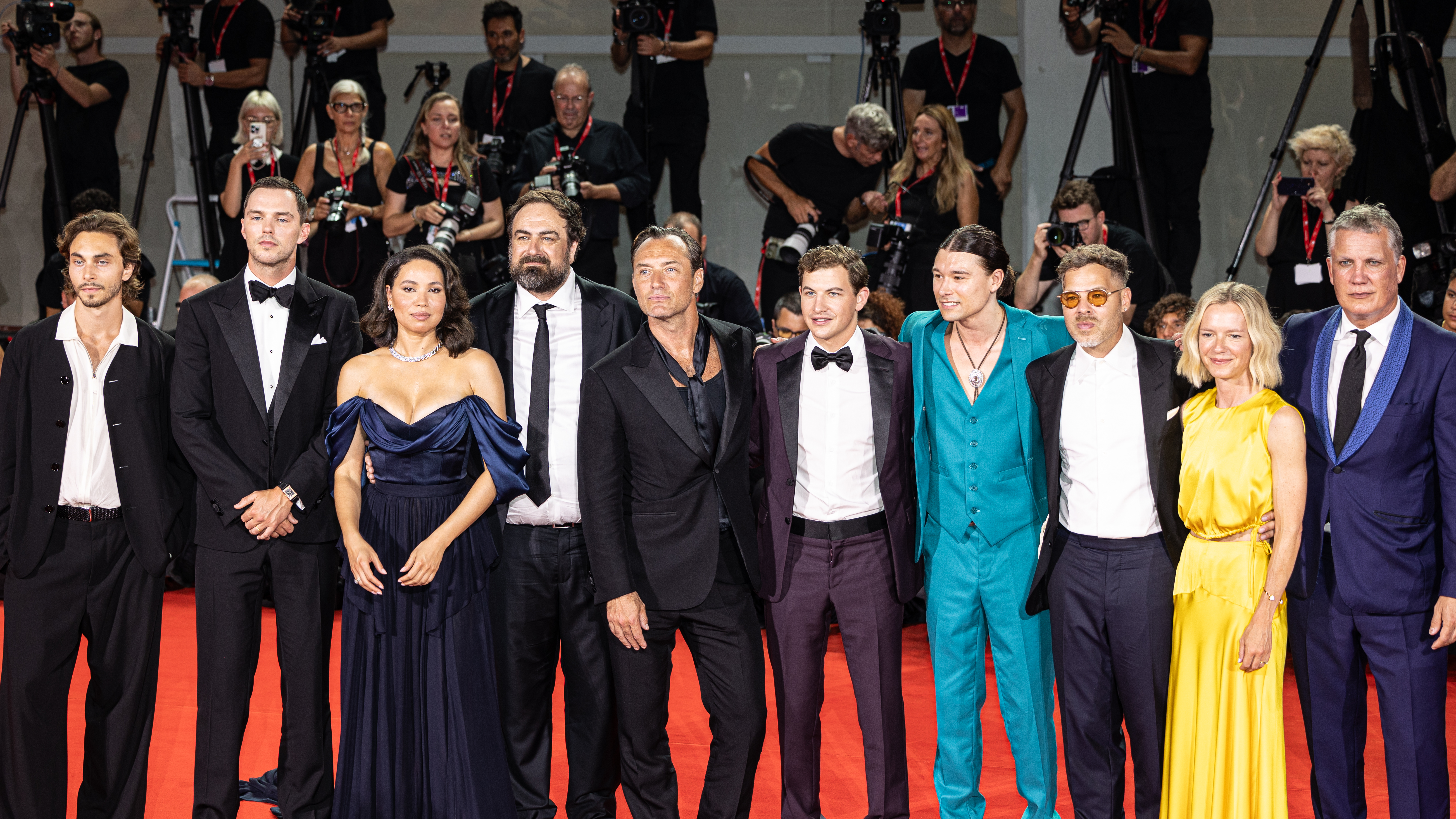
Актори та знімальна група на 81-му Венеційському кінофестивалі

| Актор            | Роль                                    |
| ---------------- | --------------------------------------- |
| Джуд Лоу         | Террі Хаск агент ФБР                    |
| Ніколас Голт     | Боб Метьюз неонацист, лідер «The Order» |
| Тай Шерідан      | Джеймі Боуен молодий офіцер поліції     |
| Джерні Смоллетт  | Джоан Карні агент ФБР                   |
| Елісон Олівер    | Деббі Метьюз дружина Боба               |
| Марк Марон       | Алан Берг єврейський радіоведучий       |
| Одеса Янг        | Зілла Крейг коханка Боба                |
| Філіп Левітскі   | Девід Лейн член «The Order»             |
| Себастьян Піжотт | Брюс Пірс член «The Order»              |

## Виробництво
У лютому 2023 року було оголошено, що Джуд Лоу та Ніколас Голт зіграють головні ролі у фільмі, який режисер Джастін Курзел зняв за сценарієм Зака Бейліна на основі документальної книги Кевіна Флінна та Гері Герхардта «Мовчазне братство» 1989 року. Лоу також буде виступив продюсером спільно з Курзелем, тоді як Бейлін виконував обов'язки виконавчого продюсера. У травні 2023 року до акторського складу приєдналися Тай Шерідан, Джерні Смоллетт, Одеса Янг, Елісон Олівер і Марк Марон.
Фільмування почалося в травні 2023 року в Альберті, Канада.